# Hnojník obecný
Hnojník obecný (Coprinus comatus) (někdy též hník obecný) je jedlá houba z čeledi pečárkovitých.

## Popis
Klobouk má protáhle vejčitý, později zvoncovitý tvar a bývá pokrytý bělavými až nahnědlými měkkými šupinami, jinak je bílý. Válcovitý třeň je vláknitý, bílý a až 20 cm vysoký. Stárnutím plodnice začíná klobouk odspodu černat a roztékat se.
Lupeny jsou v mládí bílé, později růžové a velmi brzo černají a roztékají se.

## Výskyt
Vyrůstá od června do října na loukách, pastvinách, rumištích, v parcích, zahradách a travnatých okrajích lesa, místy velice hojně.  S oblibou se vyskytuje na hnojených stanovištích, plodnice často rostou v malých či velkých skupinách.

## Využití
Hnojník obecný je chutná jedlá houba. Sbírají se pouze mladé nezčernalé plodnice a musí se zpracovat co nejdříve po sběru. Hnojník obecný je na seznamu volně rostoucích a pěstovaných jedlých hub určených k přímému prodeji nebo k dalšímu průmyslovému zpracování pro potravinářské účely v České republice.

## Synonyma
- Agaricus comatus O.F. Müll., Fl. Danic. 5: tab. 834 (1780)
- Agaricus comatus var. campanulatus Alb. & Schwein., Consp. fung. (Leipzig): 199 (1805)
- Agaricus comatus O.F. Müll., Fl. Danic. 5: tab. 834 (1780) var. comatus
- Agaricus comatus var. ovatus Pers., Syn. meth. fung. (Göttingen) 2: 396 (1801)
- Agaricus comatus var. ovatus (Schaeff.) Fr., Syst. mycol. (Lundae) 1: 307 (1821)
- Agaricus cylindricus Sowerby, Col. fig. Engl. Fung. Mushr. (London) 2: pl. 189 (1799)
- Agaricus fimetarius Bolton, Hist. fung. Halifax (Huddersfield) 1: 44, tab. 44 (1788)
- Agaricus ovatus Scop., Fl. carniol., Edn 2 (Wien) 2: 425 (1772)
- Agaricus ovatus Schaeff., Fung. bavar. palat. nasc. (Ratisbonae) 4: 4, tab. 7 (1774)
- Coprinus comatus (O.F. Müll.) Pers., Tent. disp. meth. fung. (Lipsiae): 62 (1797) f. comatus
- Coprinus comatus f. sphaerocephalus J.E. Lange [as 'sphaerocephala'], Dansk bot. Ark. 9(no. 6): 93 (1938)
- Coprinus comatus var. breviceps Peck, Ann. Rep. Reg. N.Y. St. Mus. 49: 43 (1897) [1896]
- Coprinus comatus var. caprimammillatus Bogart, The Genus Coprinus in Washington and Adjacent Western States [Ph.D. dissertation] (Seattle): 55 (1975)
- Coprinus comatus var. caprimammillatus Bogart, Mycotaxon 4(1): 276 (1976)
- Coprinus comatus var. columellifer Speg.
- Coprinus comatus (O.F. Müll.) Pers., Tent. disp. meth. fung. (Lipsiae): 62 (1797) var. comatus
- Coprinus comatus var. excentricus Bogart, The Genus Coprinus in Washington and Adjacent Western States [Ph.D. dissertation] (Seattle): 55 (1975)
- Coprinus comatus var. excentricus Bogart, Mycotaxon 4(1): 274 (1976)
- Coprinus comatus var. ovatus (Schaeff.) Quél., Enchir. fung. (Paris): 121 (1886)
- Coprinus comatus var. parvus Bogart, The Genus Coprinus in Washington and Adjacent Western States [Ph.D. dissertation] (Seattle): 54 (1975)
- Coprinus comatus var. parvus Bogart, Mycotaxon 4(1): 272 (1976)
- Coprinus comatus var. stellatolaciniatus Wichanský, (1966)
- Coprinus comatus var. stellatus Šebek, (1962)
- Coprinus comatus var. texensis Thiers, (1960)
- Coprinus ovatus (Schaeff.) Fr., Epicr. syst. mycol. (Upsaliae): 242 (1838) [1836-1838]

## Zajímavost
V angličtině se tento druh nazývá lawyer's wig, v překladu právnická paruka, protože se plodnice velmi podobají anglickým parukám právníků.

## Galerie

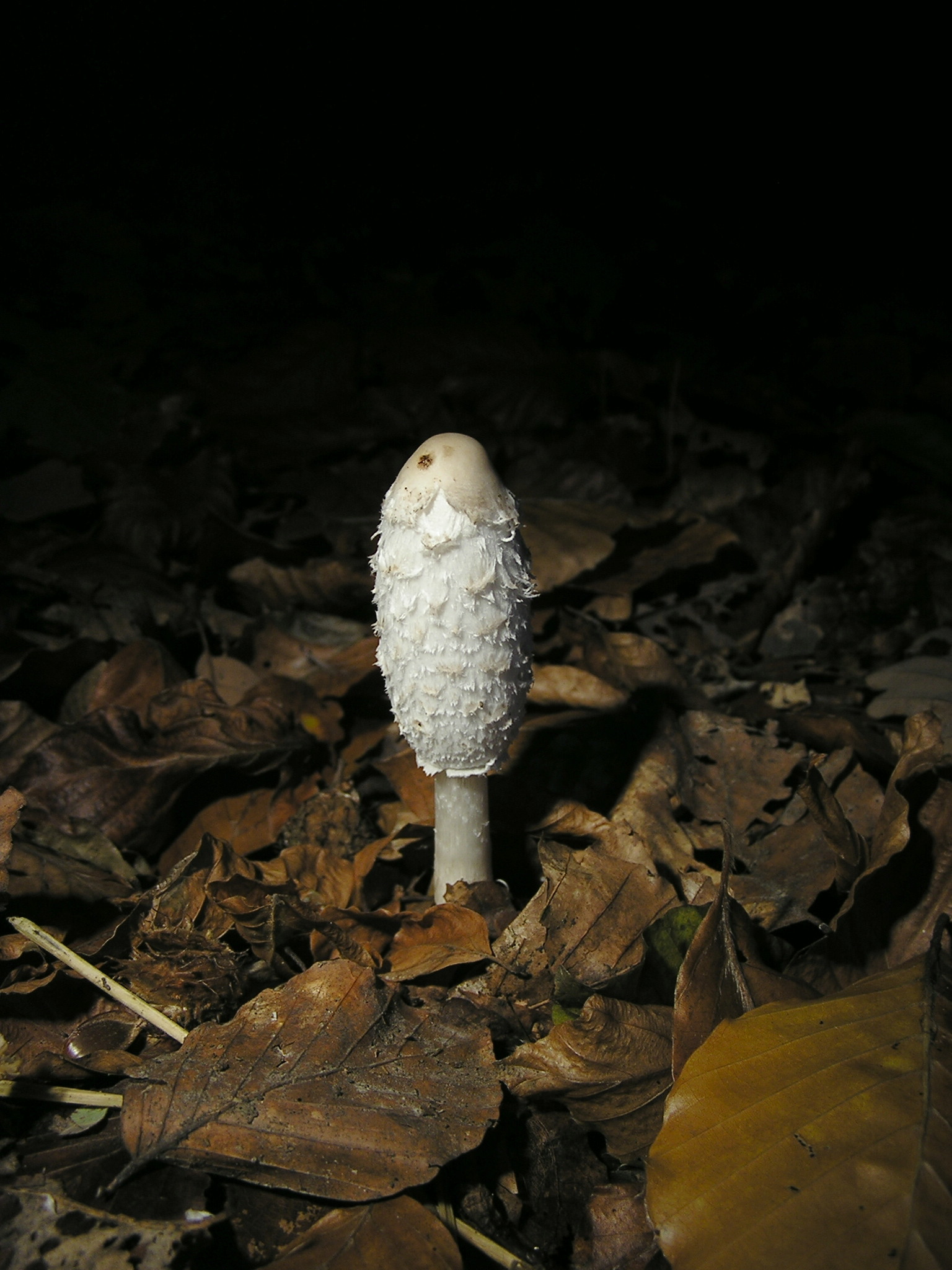
mladá plodnice
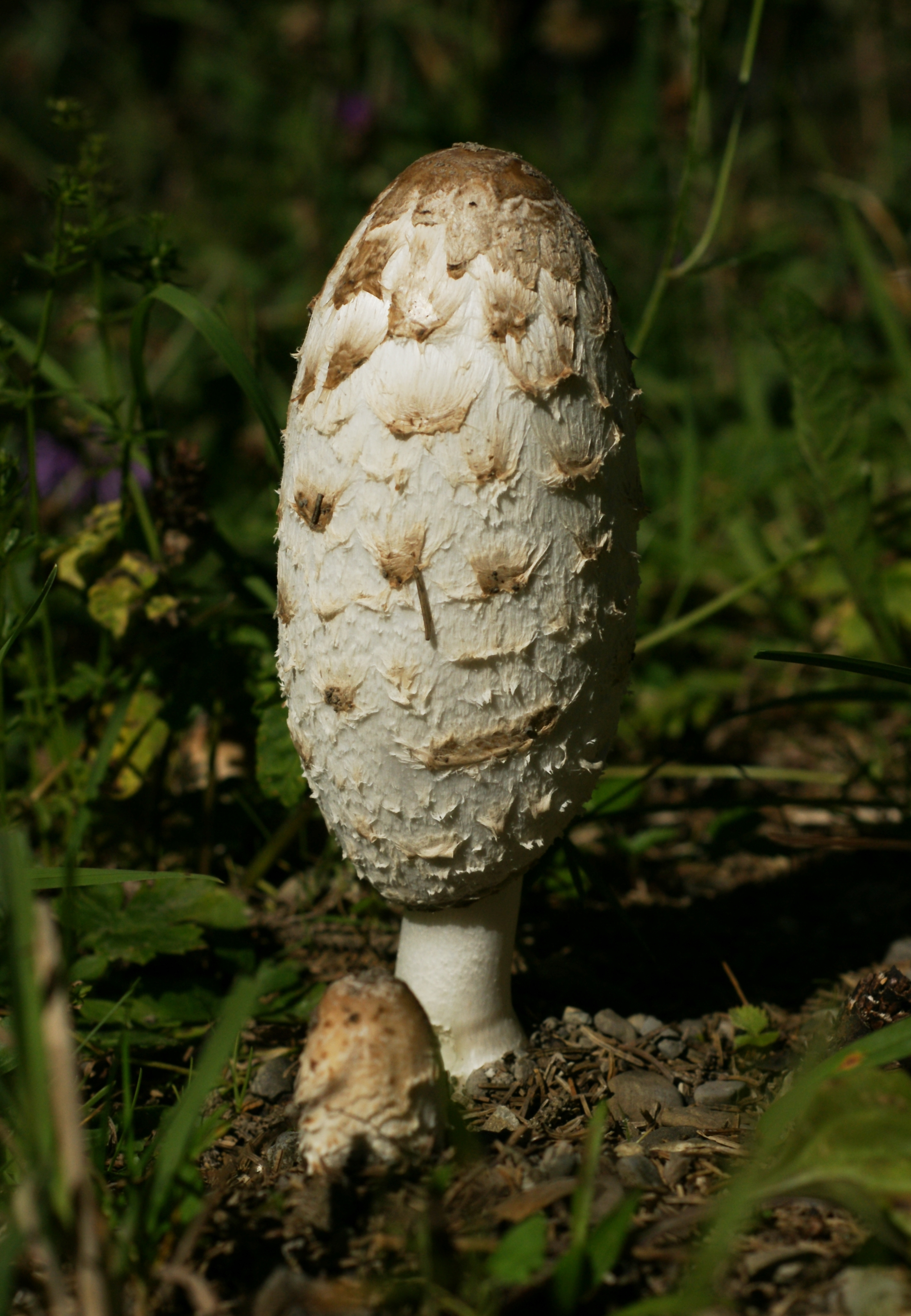
detail
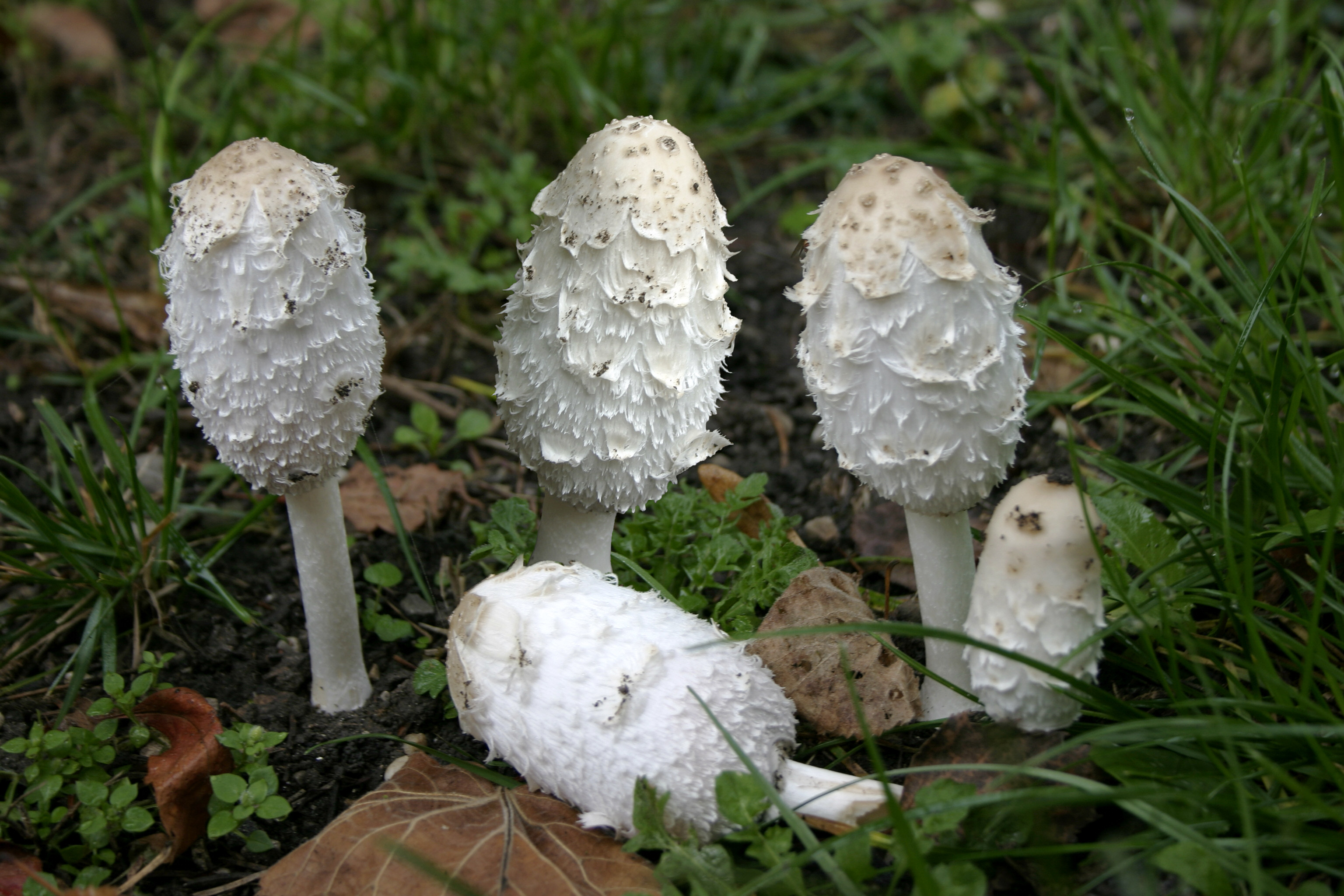
skupina
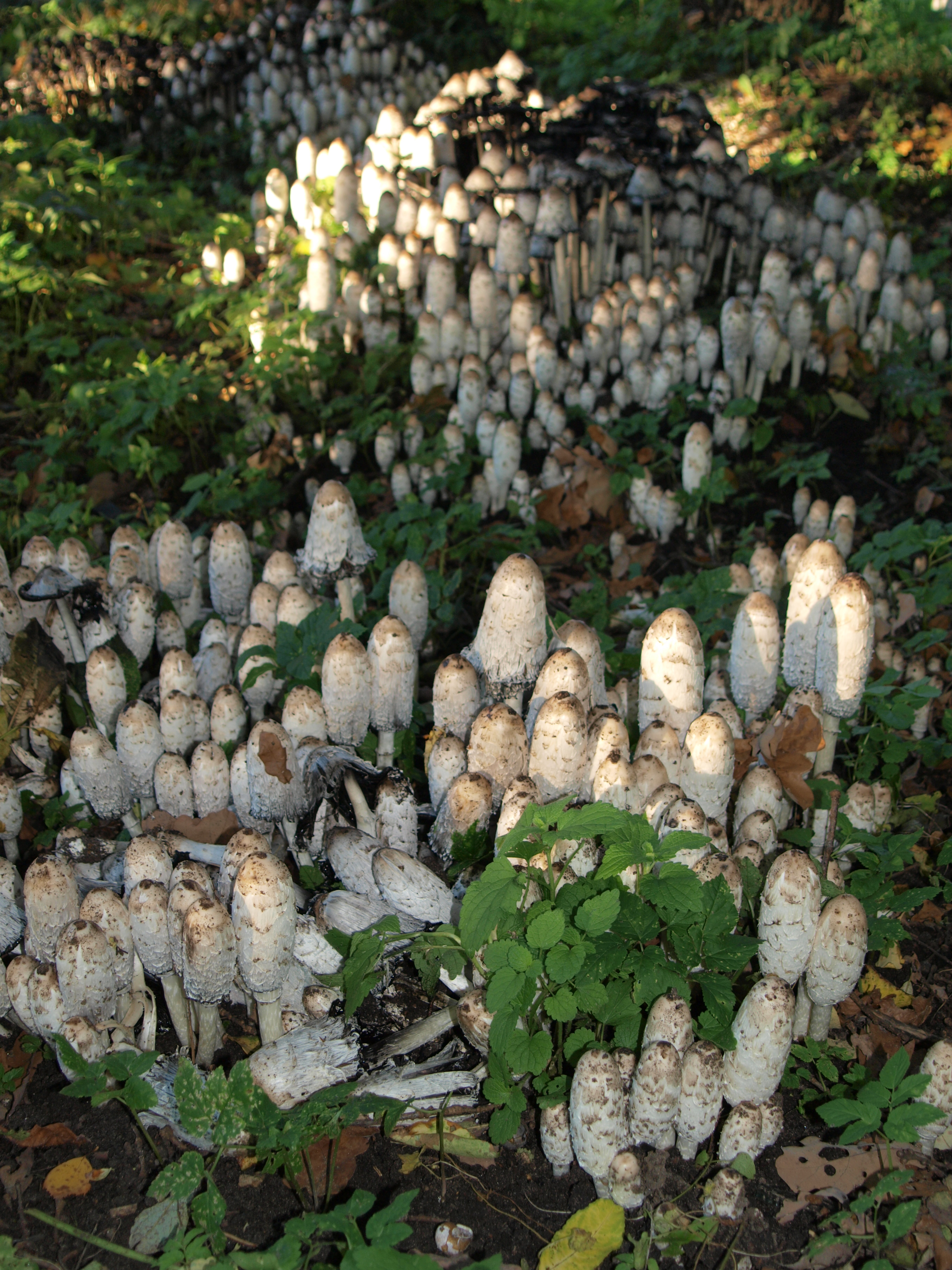
velká skupina
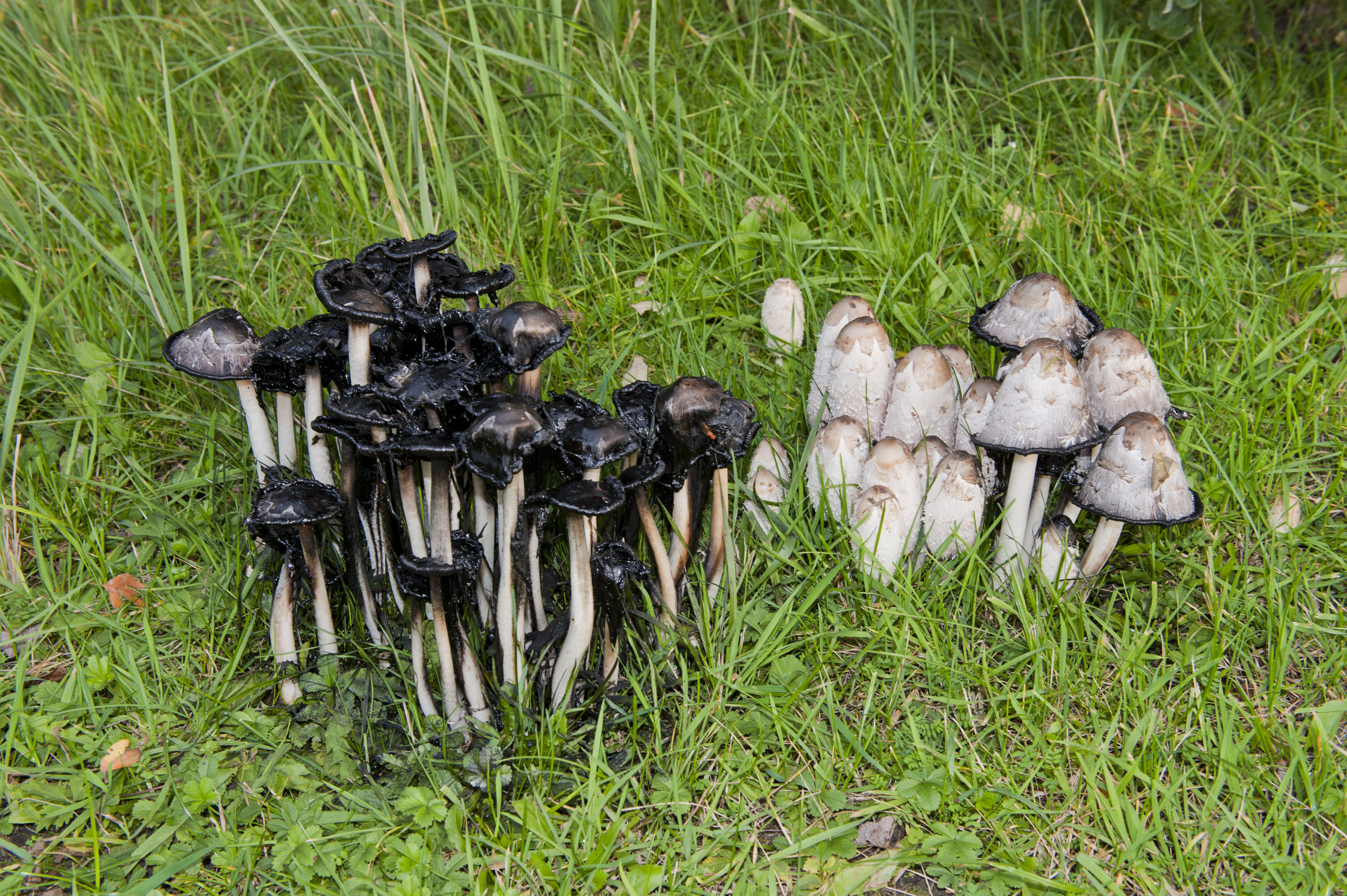
starší plodnice
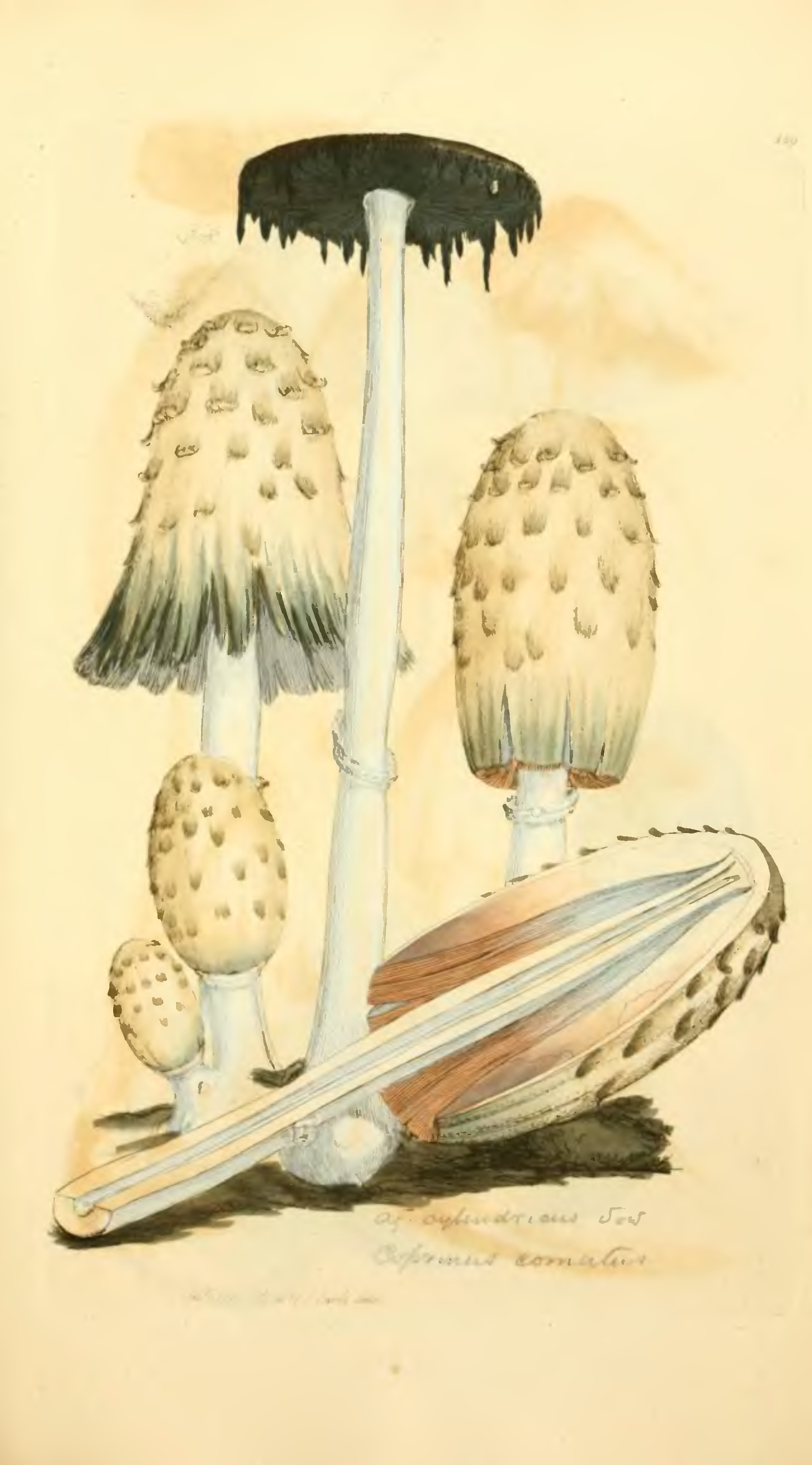
ilustrace
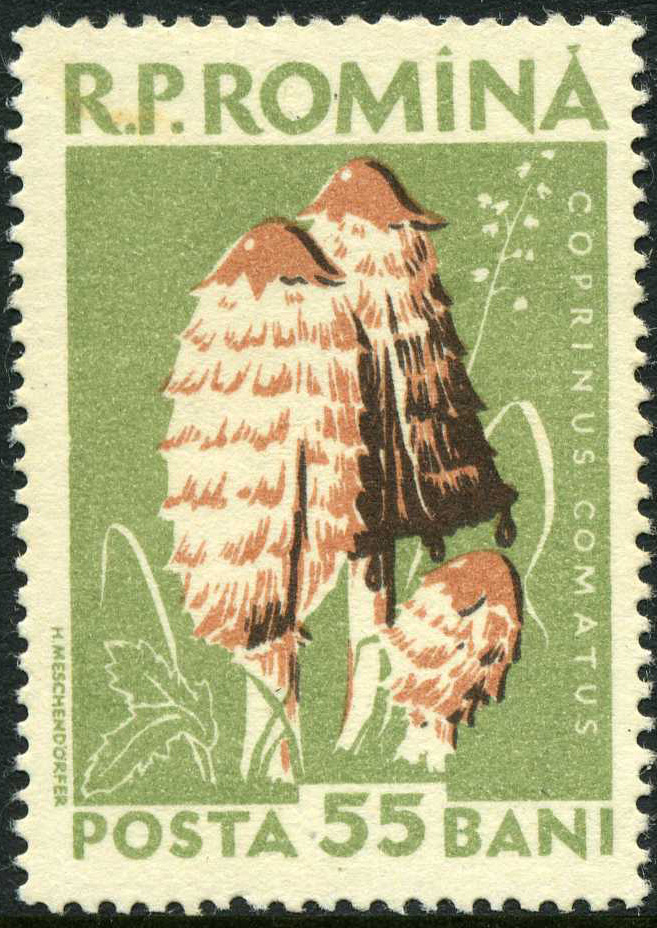
na poštovní známce